# Max illusionniste
Pour plus de détails, voir Fiche technique et Distribution.
Max illusionniste est un film français réalisé par Max Linder, sorti en 1914.

## Fiche technique
- Titre : Max illusionniste
- Réalisation : Max Linder
- Scénario : Max Linder
- Société de production : Pathé Frères
- Pays d'origine :  France
- Format : Noir et blanc — Muet
- Genre : Comédie
- Dates de sortie : 
  -  France : 20 février 1914

## Distribution
- Max Linder : Max
- Georges Gorby
- Jacques Vandenne
- Lucy d'Orbel